# 比桑杜古
比桑杜古是几内亚西南部的一座城市。19世纪時，它是萨摩里·杜尔的大本營，並于1878年成為瓦苏卢帝国的首都。目前在當地仍舊可以找到古代防御工事的遺跡。